# 망막색소상피세포
망막색소상피세포(Retinal Pigment Epithelium cells, RPE cells)는 망막 감각신경 부분의 바깥에 존재하는 색소가 있는 세포이다. 망막의 가장 바깥에서 단층으로 존재하며, 망막의 발달에 관여하고 간상세포와 원추세포를 보호하는 역할을 수행한다.

## 발생 과정
망막색소상피세포는 안배(optic cup)의 함입 후에 두 개의 층이 생기는데, 신경외피 부분의 세포들이 분화하면서 전구체로 발생한다(나머지 부분에는 망막뉴런이 발생한다고 알려져 있다).
이 두 층은 루멘(lumen)에 의해 서로 분리되는데, 루멘에 Interphotoreceptor matrix(IPM)이 채워진다. 이후 IPM에 의하여 망막색소상피 전구체가 망막색소상피세포로 성숙된다.

## 해부학적 위치
망막색소상피세포는 육각형 모양의 세포들이 단일층을 구성하고 있다. 이 세포들은 색소 과립 (pigmented granule)들이 있으며, 고밀도로 모여 있다.
망막색소상피는 단일층을 형성하며, 망막뉴런(neural retina)과 맥락막(choroid)의 사이에 위치하며, 이를 통하여 망막은 면역 격리 지역으로서 정상적인 기능을 수행할 수 있다.

## 기능
망막색소상피세포는 신체 내에서 몇몇 기능을 수행한다. 광수용(light absorption), 물질 수송(epithelial transport), 시각회로 조절(visual cycle), 식세포작용(phagocytosiss),
호르몬 분비 및 면역조절 작용 등을 수행한다.

### 광수용 (light absorption)
망막에서 산란된 빛을 흡수하는 광수용(Light apbsorption) 역할은 시각 시스템의 질적 향상과 광산화 작용에 의한 신체 내부 스트레스 해소에 큰 도움이 된다. 망막색소상피 세포는 산란된 빛을 흡수하고, 광산화 스트레스를 제거함으로써 망막 유지에 관여한다.

### 물질 수송 (Epithelial transport)
망막색소상피세포는 혈액 망막 장벽 (Blood Retina Barrier, BRB)를 형성한다. 망막색소상피세포는 세포 간에 밀착연접 (tight junction)으로 연결된 상태이며, 이러한 결합을 통하여 다른 신체 조직들에 의한 영향으로부터 분리되어 있다. 이 덕분에 망막 조직은 면역 특권 지역으로서 유지될 수 있다. 망막에서 다른 신체 부위처럼 면역 반응이 활성하면 망막 작용에 부정적인 영향이 크기 때문인데,

 이를 망막색소상피 세포가 외부 흐름을 차단해준다.
반면, 망막 내의 세포들도 항상성 유지가 필요한데, 망막색소상피세포가 망막의 광수용 세포 작용에 필요한 이온의 항상성을 유지하고, 망막 내의 대사 산물과 수분을 망막 외부로 내보내는 역할을 수행한다.

### 시각회로 조절(visual cycle)
망막색소상피세포는 광 변환(phototransduction)을 통한 외부 시각 회로의 작용을 일정하게 유지하는 역할을 한다. 광변환은 망막에 존재하는 광수용세포의 광색소(photopigment)가 일으키는 흥분 메커니즘이다.
광색소분자는 11-시스 레티닌의 형태로 존재하다가, 빛을 흡수하면 all-트랜스 레티닌으로 변형된다. 이러한 구조적 변화는
일련의 단계를 거쳐
활동전위를 유발함으로써 외부의 광자극을 신체가 인지할 수 있는 전기 신호로 바꾸는 역할을 수행한다.
광수용세포의 활동전위 자극에는 광변환에 의해 생성된 all-트랜스 레티닌이 아닌, 11-시스 레티닌이 필요하다.
하지만, 광수용세포는 all-트랜스 레티닌을 11-시스 레티닌으로 재이성질화(reisomerization)하는 성질이 없다. 그 때문에, 망막색소상피세포는 광변환 후에 변화한 all-트랜스 레테닌을 LRAT, RPE65
등의 효소를 통하여 11-시스 레티닌으로 변환되어, 다시금 광변환 과정을 가능하도록 한다.

### 식세포작용(phagocytosis)
광수용세포는 기능을 수행하면서 빛에 의해 손상된 내부의 단백질과 지질 성분이 축적된다.
망막색소상피는 일부 면역세포처럼 식작용(phagocytosis) 능력을 가지는데, 이를 통하여 광수용세포의 바깥 부분 (Photoreceptor Outer Segment, POS)을 먹어치운다.
이는 광수용세포의 자기 재생산(self-renewal)을 유발함으로써, 건강한 시각 능력의 유지에 관여한다.

### 호르몬 분비
망막색소상피세포는 다양한 신호물질을 분비해서 광수용세포 유지 및 면역 시스템 조절 역할을 수행한다. 그 종류는 fibroblast growth factors, transforming growth factor-β (TGF-β), insulin-like growth factor-1 (IGF-1), ciliary neurotrophic factor (CNTF),
pigment epithelium-derived factor (PEDF), vascular endothelial growth factor (VEGF) 등이 있다.

### 면역 조절 작용
망막 안쪽 부분은 신체 내부의 면역 반응으로부터 분리되었으며, 이를 면역 격리 지역이라고 한다. 망막색소상피는 밀착 연접을 통한 세포 간 결합이 물리적으로 외부와 분리되어 있고,, 면역상피세포는 면역세포의 반응을 억제해 정상적인 눈의 작용에 도움을 주는 두 가지 기작으로써 면역 격리 지역을 형성하는 역할을 한다.

## 관련 질병

### 노인성 황반변성
눈에는 시각 능력을 담당하는 광수용세포가 많이 모여있는 부분이 있는데, 이를 황반(macula)라고 한다. 신체 노화에 의하여 황반의 기능이 지속적으로 저하되어 시력이 떨어지거나 실명할 수 있는 질병을 노인성황반변성(Age-related Macular Degeneration, AMD)이라고 한다. 노년기 시력 상실의 주요 원인으로 손꼽히는데, 전세계적으로 3천만 명 이상이 노인성황반변성을 앓고 있는 것으로 알려져 있다(2010년 기준). 노인성 황반변성은 유전적 요인과 환경적 요인이 복합적으로 작용하는 것으로 관련 연구자들은 추정하고 있다.
현재 CFH, CFI, TIMP3 등의 유전자의 variants에 대한 연구가 진행 중이며,,,
최근에는 Alu RNA,라는 인간 유전체에 존재하는 전이성 유전인자(transposable element)가 inflammasome를 활성화시켜서, 최종적으로 세포사멸에 관여하는 카스페이즈8(caspaase8)이 망막색소상피세포의 세포사멸을 유도하여 노인성황반변성을 유발한다는 연구도 보고되었다.

### 망막색소상피변성증
망막에 분포하는 광수용세포의 기능이 약화되어 발생하는 망막변성질환을 일컫는다. 유전적 원인에 의하여 발생되며, 그 종류는 매우 다양하다. 대체로 광수용세포의 이상에 의하여 발생하지만, 망막색소상피세포의 기능 이상에 의해서도 병이 유발됨이 밝혀졌다.

### 기타 유전성 황반변성
위에서 언급한 질병 외에도 Doyne Honeycomb Retinal Dystrophy, North Carolina Macular,  Sorby's fundus dystrophy 등이 보고되어 있다.

## 망막색소상피세포의 활용

### 세포 치료제 개발
미국의 로버트 란자(Robert Lanza) 연구팀이 2015년 세계 최초로 배아줄기세포로부터 분화한 망막색소상피세포를 이용하여,
노인성 황반 변성(Age-related Macular Degeneration, AMD) 환자와 스타가르트병(Stargardt's macular dystrophy)에 세포 치료를 시도한 사례가 있다.
과정은 다음과 같다. 먼저, 인간배아줄기세포 라인의 일종인 hESC-MA09를 망막색소상피로 자연적 분화(spontaneous differentiation)를 하여 망막색소상피를 얻는다.
- 자연적 분화(spontaneous differentiation) : 인간 배아줄기세포나 유도만능줄기세포의 다능성, 즉 신체 내의 모든 세포로 분화할 수 있는 능력을 유지하기 위해서는 특정한 신호가 필요하다. 인간의 경우, FGF2 혹은 basic FGF가 다능성 유지에 중요한 역할을 한다.[46] 인간 배아줄기세포나 유도만능줄기세포를 분화시킬 때, 이러한 줄기세포의 미분화 상태를 유지하도록 하는 배양액에서 FGF2를 제거하여 분화하는 경우를 일컫는다.

그 후, 망막색소상피세포만 따로 분리하고
세포치료에 사용할 양만큼 늘린다. (논문에서는 환자당 5만개~15만개의 망막색소상피세포를 치료에 사용함)
그 후, 망막색소상피세포를 환자의 환부에 주입한 후 경과를 관찰하였다. 그 결과, 일부 환자에게서 유의미한 변화가 발생하였다.
첫째, Fundus graph를 통하여, 18명의 환자 가운데 13명 (약 72%)의 환자에게서, 분화한 망막색소상피세포를 주입한 부분의 색소침착이 증가함을 확인하였다. 둘째, visual acuity test에서,  대조군(망막색소상피세포 미처리군)에 비하여, 실험군(망막색소상피세포 처리군)에서 중심시야(general vision)과 주변시야(peripheral vision)가 증가함을 통하여 검증할 수 있었다. 이를 통하여 배아줄기세포 유래의 망막색소상피세포가 노인성황반변성 및 스타가르트병에 유의미한 치료제가 될 수 있음을 증명한 최초의 사례가 되었다.
국내에서는 차의과대학교의 송원경 교수팀이 역시 배아줄기세포 유래의 망막색소상피세포를 이용하여 노인성 황반변성 세포 치료를 시도하여,
4명 중 3명에게서 유의미한 치료 효과가 있음을 입증하였다.
이 두 가지 사례는, 그 동안 배아줄기세포를 이용한 세포 치료가 효과적일 수 있음을 보여주는 사례라고 할 수 있다. 그 동안, 배아줄기세포는 기존의 성체줄기세포의 한계를 뛰어넘는, 매력적인 세포 치료제의 재료로 여겨져왔다.
하지만, 그 동안 여러 문제가 배아줄기세포 유래의 세포 치료제 개발의 문제점으로 여겨졌다.
그 중에서도 배아줄기세포의 다능성(pluripotency)과 뛰어난 자기재생산(self-renewal) 능력이
체내에서 기형종(Teratoma, 테라토마)를 형성할 수 있는 문제가 가장 큰 문제점이었기 때문이다.
- 기형종(Teratoma, 테라토마) : 인체 내의 3배엽 중에서 한 가지 배엽 이상의 세포가 발견되는 암을 의미함. 혹은, 3배엽(외배엽, 내배엽, 중배엽) 유래의 세포나 조직이 관찰되는 종양을 의미한다.[49]

### 질병 모델링
Shomi S. Bhattacharya 연구팀이 망막색소상피 변성증 환자의 질병을 연구한 사례가 scientifc reports에 보고되었다.
과정은 다음과 같다. 먼저, 정상군과 망막색소상피변성증 환자의 섬유아세포를 리프로그래밍하여 유도만능줄기세포를 만들었다.
그 후, 유도만능줄기세포를 망막색소상피세포로 분화하고 이 둘의 비교 실험을 진행하였다. 이 환자는 MERTK 유전자에 돌연변이가 발견되었는데, MERTK는 식작용에 관여하는 유전자이다.
정상군의 망막색소상피세포는 식작용을 보인 반면에. 망막색소상피변성증 환자에서는 관찰되지 않았다. 이를 통하여 인 비트로(in vitro)에서 망막색소상피변성증의 질병 표현형이 나타남을 입증하였다.